# Vittorio Meoni (partigiano)
Vittorio Meoni (Colle di Val d'Elsa, 11 dicembre 1922 – Siena, 16 agosto 2017) è stato un partigiano e politico italiano.

## Biografia
Proveniente da una famiglia di insegnanti, studiò a Siena e a Prato, laureandosi all'Università degli Studi di Firenze in Scienze Politiche in quello che è diventato l'Istituto Cesare Alfieri, seguendo gli insegnamenti di Giorgio La Pira. In seguito agli eventi derivati dalla caduta del fascismo, fu più volte arrestato e torturato nella fiorentina Villa Triste ed incarcerato alle Murate per le sue idee e la sua attività antifascista.
Il dissenso lo aveva già manifestato in più di una occasione. Pur aderendo ai Gruppi Universitari Fascisti (GUF), lo aveva rimarcato a voce alta tanto da essere espulso dall'Università nel 1942 con la motivazione: "per assoluta e dichiarata mancanza di fede fascista". In una seconda circostanza, durante il 2º convegno giovanile della Gioventù Italiana del Littorio, Meoni manifestò pubblicamente il proprio dissenso prendendo la parola e criticando il corporativismo come antidemocratico. Finì in carcere per due mesi. In carcere ci ritornò poi quando arrivarono i nazisti e passò prima da Villa Triste.
Meoni fece le sue prime azioni partigiane a Casole d'Elsa e a Montieri, assalendo caserme dei carabinieri per procurarsi delle armi, col gruppo di giovani comandato da Velio Marchini detto Pelo della Brigata "Spartaco Lavagnini". Per compiere azioni di sabotaggio ferroviario il gruppo si portò in zona Montemaggio. Capitarono a Casa Giubileo e fu qui che il 28 marzo 1944 furono circondati dai fascisti. Con un vero e proprio plotone d’esecuzione fucilarono diciannove giovani renitenti alla leva. Meoni, che avrebbe dovuto essere il ventesimo, seppure gravemente ferito, riuscì a fuggire nella boscaglia.
Di nuovo incarcerato a Roma, una volta uscito dopo la liberazione della città si mise a disposizione del Corpo di Spedizione Francese che liberò Colle di Val d'Elsa. Quindi si arruolò come volontario nell’esercito di liberazione italiano, prendendo parte al Gruppo di Combattimento "Cremona", operante in Romagna, a fianco dell’VIII Armata Britannica. Alla fine della guerra e della Liberazione dell'Italia, fu chiamato a Roma per partecipare alla Commissione della Direzione Nazionale del Partito Comunista Italiano.
Ricoprì vari incarichi nel partito, nel sindacato, nell'ANPI: subito dopo la guerra divenne responsabile della stampa e propaganda del Comitato di liberazione nazionale a Siena, segretario del Movimento giovanile comunista (1944), segretario della sezione di Colle val d'Elsa (1945-1946), membro del Consiglio federale fino allo sciogliemento del Partito, segretario della Camera del lavoro di Siena (1948-1952), presidente dell'ANPI provinciale e dell'Istituto storico della Resistenza senese. Inoltre, tenne vari incarichi pubblici tra cui: presidente dell'Ente ospedaliero Santa Maria della Scala, assessore e vicesindaco del Comune di Siena. Era considerato il simbolo dell'antifascismo senese.

## Pubblicazioni
- Memoria su Montemaggio, ANPI Siena, 1975
- Messaggi di pietra. Immagini della Resistenza senese, fotografie di Marcello Stefanini, introduzione di Bruna Talluri, Nuova Immagine ed. 1993 - ISBN 978-8871450360
- Una vittoria partigiana (Monticchiello, 6 aprile 1944), Nuova Immagine ed., 1995 - EAN 978-8871451008
- Gli scioperi del 1902 in Valdichiana. Le lotte contadine di Chianciano, Chiusi e Sarteano, Le Balze, 2002 - ISBN 978-8887187663
- La casa del popolo di Siena e il «dono della vergogna», presentazione di Sergio Cofferati, Nuova Immagine ed. 2003 - ISBN 978-8871451954
- La libertà è come l'aria. Racconto di una militanza antifascista, C&P Adver Effigi, 2011 - ISBN 978-8864331966
- Ora e sempre resistenza. Scritti e testimonianze su Montemaggio, Monticchiello e la Resistenza in terra di Siena, C&P Adver Effigi, 2014 - ISBN 978-8864333861
- Alla macchia, sempre. Dialoghi su una vita tra fascismo e democrazia, Betti ed., 2016 - ISBN 978-8875764876